# 1956 en bande dessinée
| Années de la bande dessinée : 1953 - 1954 - 1955 - 1956 - 1957 - 1958 - 1959    |
| Décennies de la bande dessinée : 1920 - 1930 - 1940 - 1950 - 1960 - 1970 - 1980 |

Cet article présente les faits marquants de l'année 1956 en bande dessinée.

## Évènements
- septembre : sortie de Showcase #4 (première apparition du deuxième Flash, celui du "Silver Age", qui va relancer la vague des "super-héros"), chez DC Comics
- 20 septembre : Apparition de Gil Jourdan créé par Maurice Tillieux pour le magazine Spirou n° 962.
- Première apparition de Gripsou, adversaire de Picsou créé par Carl Barks.
- Reprise de la série Sylvain et Sylvette par Jean-Louis Pesch.
- Arrêt de la série Zig et Puce par Alain Saint-Ogan. Elle sera reprise entre 1963 et 1969 par Greg.
- Début de la plus longue série d'aventure du Québec dans les pages de L'Action catholique : Les Aventures de Robert et Roland de Roberto Wilson, qui sera publiée jusqu'en 1965.

## Nouveaux albums
Voir aussi : Albums de bande dessinée sortis en 1956

### Franco-belge
| Sortie | Titre                                            | Scénariste      | Dessinateur     | Coloriste | Éditeur    |
| ------ | ------------------------------------------------ | --------------- | --------------- | --------- | ---------- |
|        | Johan et Pirlouit T.4 La Pierre de lune          | Peyo            | Peyo            |           | Dupuis     |
|        | Blake et Mortimer T.5 : La Marque jaune          | Edgar P. Jacobs | Edgar P. Jacobs |           | Le Lombard |
|        | Les Aventures de Tintin T.18 L'Affaire Tournesol | Hergé           | Hergé           |           | Casterman  |

### Comics
| Sortie | Titre       | Scénariste | Dessinateur | Coloriste | Éditeur |
| ------ | ----------- | ---------- | ----------- | --------- | ------- |
| ?      | à compléter |            |             |           |         |
| ?      | …           |            |             |           |         |

### Mangas
| Sortie | Titre | Scénariste | Dessinateur | Coloriste | Éditeur |
| ------ | ----- | ---------- | ----------- | --------- | ------- |
| ?      | …     |            |             |           |         |

## Naissances
- 2 janvier : Lynda Barry, auteure de comics
- 9 février : Timothy Truman, auteur de comics
- 25 mars : Laurent Vicomte, dessinateur français.
- 2 avril : Marc Caro, réalisateur, acteur, scénariste et artiste français.
- 10 avril : Loustal, auteur et illustrateur français.
- 23 avril : Jean-Marc Rochette, peintre, illustrateur et auteur français.
- 26 avril : François Schuiten, dessinateur et scénographe belge.
- 1er mai : Tim Sale, dessinateur de comics
- 3 mai : Frank Giroud, scénariste français.
- 4 mai : Ben Radis
- juillet : Frank, dessinateur belge.
- 5 août : Erik Arnoux, dessinateur et scénariste français.
- 17 août : John Romita, Jr, dessinateur de comics
- 28 août : Benoît Peeters, romancier, scénariste et critique français.
- 19 septembre : Philippe Delan
- 22 septembre : Jean-Claude Servais, scénariste et dessinateur belge.
- 25 septembre : 
  - Kim Thompson, éditeur de bandes dessinées américain
  - Waldomiro Vergueiro, bibliothécaire et professeur brésilien
- 21 octobre : Paul Levitz, auteur de comics
- 13 novembre : Pierre-Yves Gabrion
- 29 décembre : Ptiluc, scénariste et dessinateur belge.
- 31 décembre : Steve Rude, dessinateur de comics
- Naissances de Tony Millionaire.

## Décès
- 13 janvier : Lyonel Feininger (peintre, photographe, il a réalisé quelques comic strips)
- 11 août : Doc Winner, auteur de comics
- 6 septembre : Alex Raymond, auteur de comic strips (Flash Gordon)